# Médias, le mag
Médias le mag (anciennement Médias, le magazine, jusqu'à la rentrée 2014) est un magazine de télévision français hebdomadaire consacré aux médias présenté par Thomas Hugues et diffusé sur France 5 entre septembre 2008 et fin mai 2016.

## Historique
Pendant la saison 2008/2009, l'émission, produite par JaraProd, est diffusée le samedi à 12 h avec une rediffusion le dimanche après-midi. Benjamin Vincent assure une chronique consacrée à Internet.
À partir de la saison 2009/2010, Médias, le magazine est diffusé le dimanche à 12 h 35. Marjorie Paillon, journaliste sur la chaîne d'information en continu BFM TV, remplace Benjamin Vincent à la chronique Internet.
Durant la saison 2010/2011[source insuffisante], Alice Antheaume présente la chronique « Internet & Réseaux sociaux », et Denis Bertrand dans « Denis Décode » commente les images d'un événement de la semaine. Après l'intervention d'un invité, Thomas Isle tient une chronique sur les programmes de la semaine écoulée qu'il souhaite mettre en lumière.
Durant la saison 2012/2013, Thomas Hugues est entouré de ses chroniqueurs pendant toute l'émission. De nouveaux chroniqueurs apparaissent aux côtés d'Alice Antheaume et de Thomas Isle : Anthony Bellanger et Jean-Louis Missika[réf. nécessaire], remplacé en mai 2012 par Isabelle Veyrat-Masson, chercheur au CNRS.
Durant la saison 2013/2014, Thomas Hugues est entouré de ses chroniqueurs de la saison précédente sauf Cyrille de Lasteyrie remplace Thomas Isle dans la chronique "télé" par "On ne déconne pas avec la télé !" et le départ de Jean-Louis Missika.
L'émission est renouvelée pour une 7e saison, avec une nouvelle formule, un nouveau décor, un nouveau générique, et il n'y a plus que deux chroniqueurs : Alice Antheaume et, un nouveau, Julien Bellver.
Le 8 avril 2016, France 5 annonce l'arrêt de Médias le mag pour la fin de la saison 2015-2016.

## Déroulement de l'émission

### Saison 2012 / 2013
- L'Édito
- Le Contrechamp
- L'interview ou le débat
- Denis décode
- L'invité
- Le plateau télé

### Saison 2013 / 2014
- La semaine médiatique
- Le contrechamp
- Le débat
- Denis Décode
- Le coup de com
- L'invité médias
- On ne déconne pas avec la télé, puis, télé de dimanche (arrêté en mars)

### Saison 2014 / 2015
- Le grand témoin
- La semaine médiatique
- Semaine médiatique (présenté par Bruno Donnet)
  - Semaine médiatique avec les chroniqueurs (présenté par Alice Antheaume et Julien Bellver)
  - Le coup de Com' de Laetitia Krupa
- Le débat de la semaine
- Le grand témoin de la semaine (anciennement Le contrechamp)
- Les reportages 
  - Chronique numérique (présenté par Alice Antheaume)
  - Focus sur un programme à venir (présenté par Julien Bellver)

## Anecdotes
- Le dimanche 11 janvier 2015, l'émission est d'une durée exceptionnelle de 90 minutes et en direct, à la suite de l'attentat contre Charlie Hebdo puis des suivants.

## Identité visuelle

Logo de Médias, le magazine de 2008 à 2011.
Logo de Médias, le magazine de 2011 à 2014.
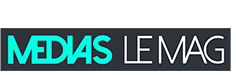
Logo de Médias, le mag de septembre 2014 à 2016

## Thème
Le thème ouverture et de clôture de l'émission de 2008 à 2014 est une chanson de Justin Timberlake intitulé LoveStoned